# 长蔓通泉草
长蔓通泉草（学名：Mazus longipes），为玄参科通泉草属下的一个植物种。其种加词“Longipes”意为“长梗的”，“长柄的”。